# Pseudamatonga
Pseudamatonga is een geslacht van rechtvleugeligen uit de familie Euschmidtiidae. De wetenschappelijke naam van dit geslacht is voor het eerst geldig gepubliceerd in 1971 door Descamps.

## Soorten
Het geslacht Pseudamatonga omvat de volgende soorten:
- Pseudamatonga carinicrus Schulthess Schindler, 1909
- Pseudamatonga elongata Descamps, 1973
- Pseudamatonga strigilifer Miller, 1936